# Scheen Jazzorkester

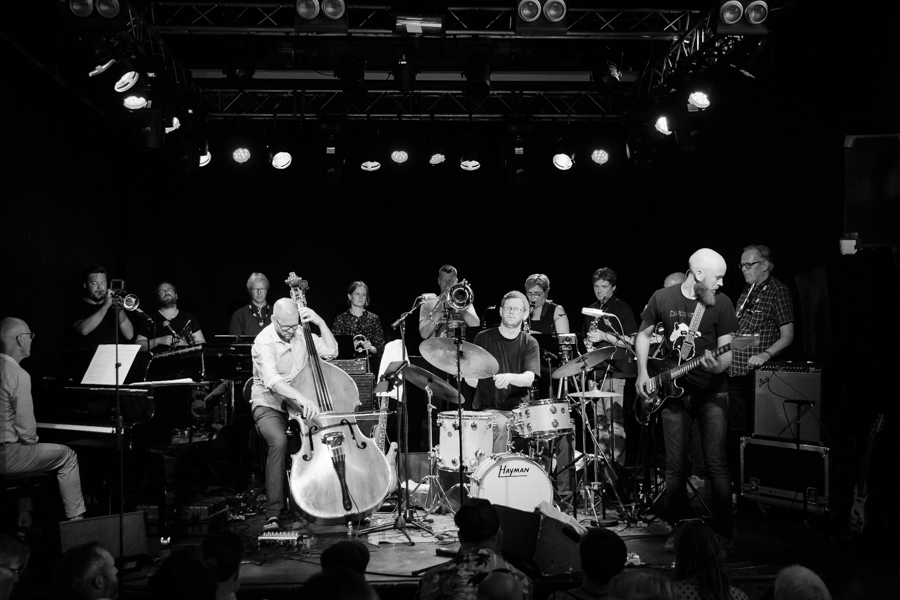
Das Scheen Jazzorkester & Thomas Johansson in Energimølla auf dem Kongsberg Jazzfestival 2018

Das Scheen Jazzorkester (SJO) ist ein seit 2010 bestehendes norwegisches Jazz-Orchester.

## Geschichte
Das Scheen Jazzorkester wurde 2010 als professionelles großes Jazzensemble mit Sitz in Skien, Telemark gegründet. Wie einige ähnliche Formationen, darunter das Oslo Jazz Ensemble und das Trondheim Jazz Orchestra, gehört es zu den norwegischen Ensembles, die ausschließlich Werke progressiver Komponisten aufführen.
Der Klangkörper besteht aus zwölf Musikern, mit Gästen je nach den verschiedenen Projekten. Er besteht aus sowohl im Jazz als auch in klassischer Musik ausgebildeten Musikern. Das Orchester hat nach eigener Darstellung mehrere von der Kritik gelobte Alben veröffentlicht, wurde im Norwegischen Rundfunk Norsk rikskringkasting ausgestrahlt und hat auch eine Tournee mit dem amerikanischen Trompeter Ambrose Akinmusire unternommen. Das Scheen Jazzorkester wird vom Kulturfonds Norwegens, dem Sørnorsk Jazz Centre und der Provinz Telemark unterstützt.
Nach Ansicht von John Sharpe, der das Album Frameworks (2024) in All About Jazz rezensierte, habe sich die Formation mit zahlreichen Veröffentlichungen zu einer wichtigen Kraft unter den norwegischen progressiven Repertoire-Ensembles entwickelt.

## Aktuelle Besetzung (2024)

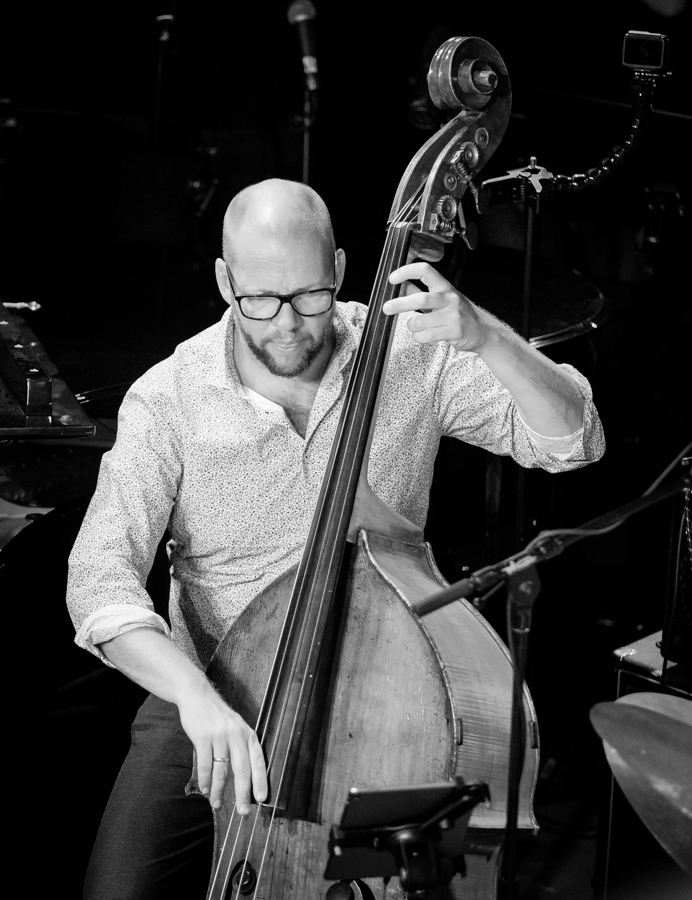
Bassist Jan Olav Renvåg mit dem Scheen Jazzorkester auf dem Kongsberg Jazzfestival 2018

- Holzblasinstrumente: Guttorm Guttormsen, Jon Øystein Rosland, André Kassen, Line Bjørnør Rosland
- Trompeten: Finn Arne Dahl Hanssen, Thomas Johansson
- Posaunen: Erik Johannessen, Guro Kvåle, Åsgeir Grong
- Rhythmusgruppe: Eyolf Dale (Piano), Jan Olav Renvåg (Kontrabass), Audun Kleive (Schlagzeug)

## Diskographische Hinweise
- God Tro, Feil Frakk (Grong Music Productions, 2013)
- Scheen Jazzorkester & Magne Rutle: Blåne (Grong Music Productions, 2015)
- Rune Klakegg & Scheen Jazzorkester: Fjon (Losen Records, 2016)
- Scheen Jazzorkester & Jon Øystein Rosland: Tamanoar (Losen Records, 2017)
- Scheen Jazzorkester & Audun Kleive: PoliturPassiarer (Losen Records, 2017)
- Scheen Jazzorkester, Eyolf Dale: Commuter Report (Losen Records, 2018)
- Scheen Jazzorkester & Thomas Johansson: As We See It… (Clean Feed Records, 2019)
- Scheen Jazzorkester & Jon Øystein Rosland: Logical Fallacies (Jazzland Recordings, 2021)
- Scheen Jazzorkester & Cortex: Frameworks (2024)
- Scheen Jazzorkester & Fredrik Ljungkvist: Framåt! (2025)